# آنا بيلا جيجير
آنا بيلا جيجير (بالبرتغالية: Anna Bella Geiger‏) هي نحّاتة ونقاشة ورسامة ومصممة جرافيك برازيلية، ولدت في 4 أبريل 1933 في ريو دي جانيرو في البرازيل.